# Ischnothele goloboffi
Espèce
Ischnothele goloboffi est une espèce d'araignées mygalomorphes de la famille des Ischnothelidae.

## Distribution
Cette espèce est endémique de la région de Cajamarca au Pérou. Elle se rencontre vers Puerto Picse et Zonanga entre 300 et 500 m d'altitude sur le versant Est de la cordillère Orientale.

## Description
La carapace du mâle holotype mesure 4,00 mm de long sur 3,66 mm.

## Étymologie
Cette espèce est nommée en l'honneur de Pablo A. Goloboff.

## Publication originale
- Coyle, 1995 : A revision of the funnelweb mygalomorph spider subfamily Ischnothelinae (Araneae, Dipluridae). Bulletin of the American Museum of Natural History, no 226, p. 1-133 (texte intégral).